# Anoplodactylus erythraeus
Anoplodactylus erythraeus is een zeespin uit de familie Phoxichilidiidae. De soort behoort tot het geslacht Anoplodactylus. Anoplodactylus erythraeus werd in 2007 voor het eerst wetenschappelijk beschreven door Bartolini & Krapp. 